# イ・ドゥヨン
イ・ドゥヨン（李斗鏞、1942年12月24日 - 2024年1月19日）は、韓国の映画監督。

## 略歴
1942年、ソウルに生まれ、1960年、ソウルの龍山高等学校を卒業。1963年、『霧立ち込めた西帰浦』で演出部で初めて映画界に入門。1965年、『どの女子大学生の告白』を製作、監督したが完成することができない。1970年、『失われたウエディング・ベール』で監督デビュー。1981年、『被膜』でヴェネツィア国際映画祭でISDAP賞受賞。
2023年から肺癌と闘病していたが、2024年1月19日午前3時ごろにソウル市内の病院で死去。享年82。

## 主な監督作品
- 『失われたウエディング・ベール』（1970年）: 監督デビュー作
- 『続・兄』（1971年）
- 『罪深い女性』（1971年）
- 『ある夫婦』（1971年）
- 『夜烏鬼』（1971年）
- 『お宅のパパもこうですか』（1971年）
- 『晴天の雷』（1971年）
- 『逮捕令』（1972年）
- 『笑って生きてるパクさん』（1972年）
- 『どこへ行くべきか』（1972年）
- 『惜しみなく捧げん』（1972年）
- 『行かないで』（1972年）
- 『紅衣将軍』（1973年）: 第12回大鐘賞最優秀作品賞
- 『屍の橋』（1974年）
- 『小さな鳥』（1974年）
- 『龍虎大領』（1974年）
- 『憤怒の左足』（1974年）
- 『背信者』（1974年）
- 『帰ってきた一本脚の男』（1974年）
- 『続・帰ってきた一本脚の男』（1974年）
- 『武装解除』（1975年）
- 『黒夜』（1975年）
- 『死を覚悟した決断』（1975年）
- 『ビョンテの感激時代』（1975年）
- 『秘録ブルース・リー物語（アメリカ訪問客）』（1976年）
- 『続・秘密客』（1976年）
- 『ニューヨーク44番街』（1976年）
- 『草墳』（1977年）
- 『警察官』（1978年）: 第17回大鐘賞最優秀作品賞
- 『お兄ちゃんがいる』（1978年）
- 『生死の告白』（1978年）
- 『地獄の49日』（1979年）
- 『先輩』（1979年）
- 『河廻の村』（1979年）
- 『避幕』（1980年）: 第17回百想芸術大賞監督賞
- 『最後の証人』（1980年）: 英語題：The Last Witness
- 『鬼火山荘』（1980年）
- 『傘の中の三人の女』（1980年）
- 『双雄』（1980年）
- 『解決士』（1981年）
- 『欲望の沼』（1982年）
- 『おかしな関係』（1983年）
- 『糸をつむぐ女』（1983年）: 第22回大鐘賞一般部門作品賞・監督賞
- 『昼と夜』（1984年）
- 『長男』（1984年）
- 『桑の葉』（1985年）: 第6回韓国映画評論家賞作品賞、第22回百想芸術大賞監督賞
- 『トライ』（1985年）
- 『内侍』（1986年）
- 『トライ 2』（1986年）
- 『高速道路』（1987年）
- 『業』（1988年）
- 『新・桑の葉』（1988年）
- 『沈黙の暗殺者』（1989年）
- 『青松へ行く道』（1990年）: 第10回韓国映画評論家賞作品賞、第26回百想芸術大賞監督賞
- 『黒い雪』（1990年）
- 『桑の葉3』（1990年）
- 『恋愛はプロ，結婚はアマチュア』（1994年）
- 『偉大なハンターGJ』（1995年）
- 『愛』（1999年）
- 『アリラン』（2003年）